# John Kuck
John Henry Kuck ( 27. dubna 1905 Wilson, Kansas — 21. září 1986 tamtéž) byl americký atlet, olympijský vítěz ve vrhu koulí.
Byl všestranným atletem. V roce 1926 se stal mistrem USA v hodu oštěpem v novém národním rekordu 65,28 m. O rok později zvítězil na mistrovství USA ve vrhu koulí. Na olympiádě v Amsterdamu v roce 1928 zvítězil v novém světovém rekordu 15,87 m. Po skončení aktivní sportovní kariéry působil jako trenér.